# Hurrikan Irma
Hurrikan Irma war der neunte benannte Sturm, vierte Hurrikan und zweite schwere Hurrikan der Atlantischen Hurrikansaison 2017 und seit dem Hurrikan Julia im Jahr 2010 der erste, welcher sich im östlichen Atlantik (d. h. östlich von 35° W) gebildet hatte. Irma ist ein klassischer Kap-Verde-Typ-Hurrikan und entstand Ende August westlich der Kapverdischen Inseln. Er wurde erstmals am 30. August 2017 um 15 Uhr UTC als Tropischer Sturm mit einer Windgeschwindigkeit von 80 km/h und einem Zentraldruck von 1004 mbar rund 530 km westlich der Kapverdischen Inseln registriert.
Irma war der stärkste atlantische Hurrikan außerhalb des Golfs von Mexiko und des Karibischen Meeres seit Beginn der Aufzeichnungen des National Hurricane Centers, das im Jahr 1898 gegründet wurde. Irma war der erste tropische Wirbelsturm, der eine andauernde Windgeschwindigkeit von 297 km/h für 37 Stunden erreichte. Der vormalige Rekordhalter war der Taifun Haiyan, der 2013 über die Philippinen hinweggezogen ist.

## Sturmverlauf

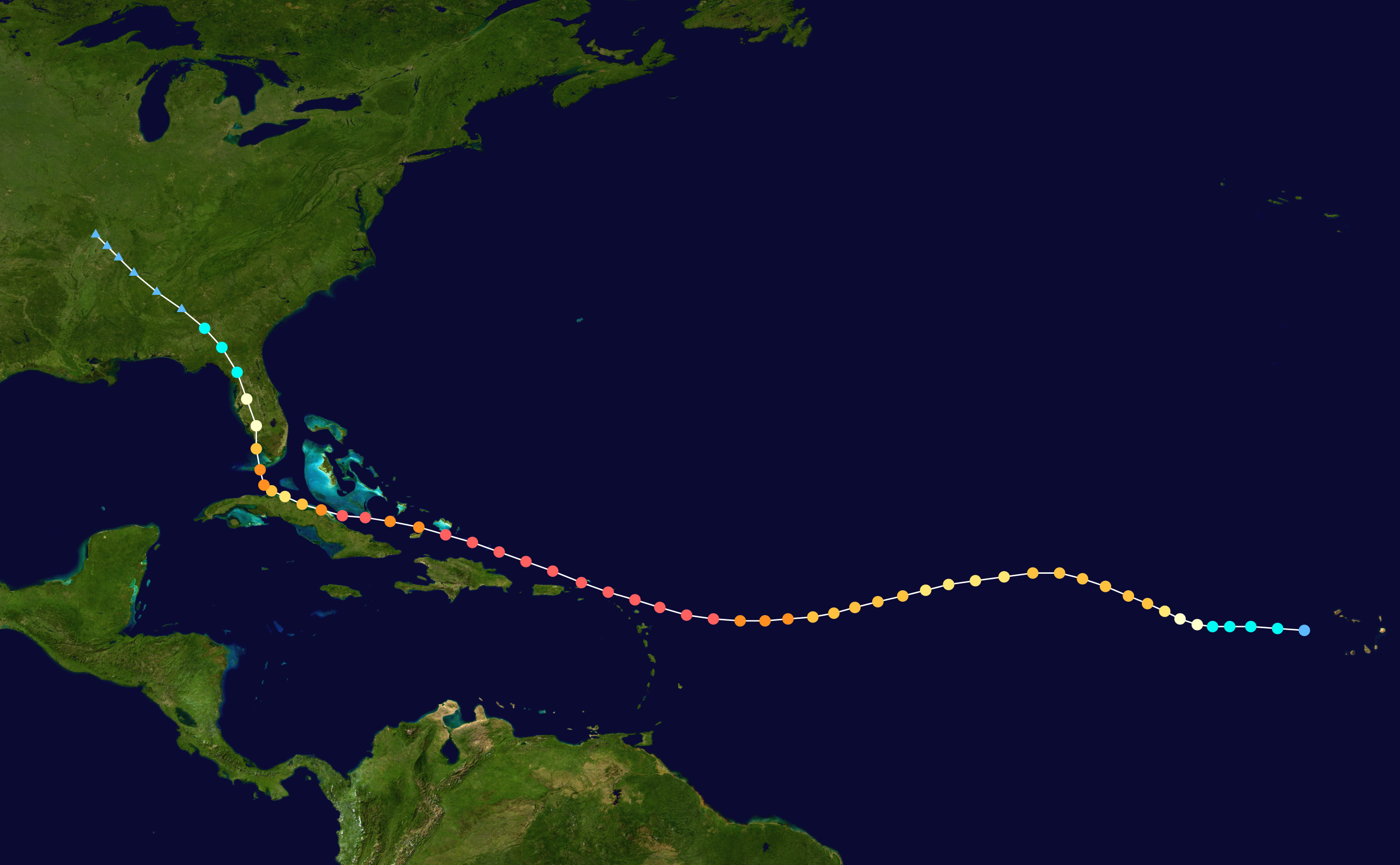
Zugbahnkarte

Das National Hurricane Center (NHC) begann am 26. August mit der Überwachung einer tropischen Welle über Westafrika. Die Störung zog spät am folgenden Tag in den Atlantischen Ozean hinaus. Während der beiden folgenden Tage organisierten sich die mit der Welle in Verbindung stehenden Regenfälle und Gewitter besser und konsolidierten sich in ein Tiefdruckgebiet, das am 29. August direkt südlich und über die Kapverdischen Inseln hinwegzog, und das NHC gab bekannt, dass eine signifikante Organisierung der Störung zur Klassifizierung eines tropischen Tiefdruckgebietes führen würde.
Die Störung organisierte sich während der folgenden rund 24 Stunden stetig und wurde basierend auf Scatterometrie und Dvorak-Technik am 30. August um 15 Uhr UTC westlich von Kap Verde zum Tropischen Sturm „Irma“ erklärt. Aufgrund warmer Meeresoberflächentemperaturen und geringer Windscherung wurde eine Intensivierung erwartet; der einzige Hinderungsgrund waren in der erwarteten Zugbahn liegende kühlere Wassertemperaturen und trockenere Luft. Der sich entwickelnde Sturm begann in der Höhe eine polwärts gerichtete Ausströmung zu bilden, während sich über das System ein Antizyklon legte, und die Regenbänder wurden auf den Satellitenbildern zunehmend besser erkennbar. Von 9 Uhr UTC am 31. August an, kurz nachdem sich eine Cirruswolkendecke (central dense overcast) und ein Auge gebildet hatten, unterlief Irma eine bemerkenswerte Periode einer rapiden Intensivierung, mit einer Zunahme der Windgeschwindigkeiten von 110 km/h auf 185 km/h – von einem starken tropischen Sturm zum schweren Hurrikan in nur 12 Stunden.
Kurz darauf setzte eine zyklische Eyewall-Neubildung ein, sodass die Intensität des Hurrikans zwischen den Kategorien 2 und 3 wechselte.
Am 2. September fuhr ein Schiff etwa 50 Seemeilen (93 km) westlich des Zentrums von Irma vorbei und maß maximale andauernde Winde von 40 kt, was auf ein kompakt gebliebenes Auge hinwies. Ein sich verstärkender subtropischer Rücken über dem zentralen Nordatlantik drückte Irma am 2./3. September von einer westlichen auf eine südwestliche Zugrichtung. Die erste Lufterkundungsmission verließ Barbados am Nachmittag des 3. Septembers und entdeckte ein Auge mit einem Durchmesser von 25 Seemeilen (46 km) und Oberflächenwinden von 185 km/h.
Am 4. September um 21 Uhr UTC wurde der Hurrikan in die Kategorie 4 hochgestuft. Zu dem Zeitpunkt wurden für die Leeward Islands Hurrikanwarnungen ausgegeben.
Um 11:45 Uhr UTC am 5. September galt Irma als Kategorie-5-Hurrikan, mit einem Luftdruck von 929 mbar und einer andauernden einminütigen Windgeschwindigkeit von 280 km/h.
Im Verlauf des 6. September 2017 zog das Auge des Hurrikans über Barbuda, St. Barthelemy und St. Martin  sowie über die zu den Britischen Jungferninseln gehörenden Inseln Tortola und Ginger Island  hinweg. Eine Station der National Oceanic and Atmospheric Administration (NOAA) auf Barbuda maß eine andauernde Windgeschwindigkeit von 191 km/h und eine Bö von 250 km/h, bevor der Windmesser versagte. Dieselbe Station maß einen minimalen Luftdruck von 916,1 hPa, und St. Barthelemy meldete 915,9 hPa. Eine private Messstation auf Culebra meldete andauernde Winde von 142 km/h und eine Bö mit 179 km/h. Nach der Passage der Britischen Jungferninseln fiel der minimale zentrale Luftdruck des Hurrikans auf 914 mbar. Nach der Passage über Barbuda und die Britischen Jungferninseln zog Hurrikan Irma am 7. September 2017 weiter in Richtung der Turks- und Caicosinseln und verursachte dort erhebliche Schäden. 
Der Hurrikan erreichte Kuba am 8. September, wo er an der Nordküste entlangzog und weiterhin als Kategorie-5-Hurrikan klassifiziert wurde. Das Eintreffen auf kubanisches Festland führte jedoch zu einer leichten Abschwächung des Sturms. Am 9. September traf Hurrikan Irma auf das Camagüey-Archipel vor der Nordküste Kubas und wurde kurzzeitig wieder auf Kategorie 5 hochgestuft. Während des weiteren Verlaufs entlang der kubanischen Küste schwächte sich der Hurrikan aufgrund des Terrains ab und wurde auf Kategorie 3 herabgestuft.
Am 10. September erreichte Irma die Florida Keys als starker Kategorie-4-Hurrikan. Der Sturm zog anschließend entlang der Westküste Floridas nach Norden und schwächte sich dabei kontinuierlich ab. Irma verursachte in Florida erhebliche Schäden, insbesondere durch Sturmfluten und starke Stürme.
Irma setzte seinen Weg über den Südosten der Vereinigten Staaten fort und wurde am 11. September zu einem tropischen Wirbelsturm herabgestuft. Der Sturm brachte weiterhin starke Regenfälle und verursachte Überschwemmungen, bevor er sich am 12. September über Süd-Tennessee und West-North Carolina auflöste.

## Vorbereitungen
Für mehrere Inseln der Leeward Islands und für Florida wurden Notstand bzw. Katastrophenvorbereitungen ausgerufen.

### Kleine Antillen
Für Martinique warnten die Behörden vor hohem Wellengang und starkem Wind in Böen bis 100 km/h. Wegen des hohen Wellengangs wurden auf St. Lucia und Dominica Warnungen für kleine Boote und Schwimmer ausgegeben. Auf Dominica wurde auch vor Erdrutschen und Überflutungen gewarnt. Météo-France gab für Guadeloupe einen orangen Alarm aus. Niedrig gelegene Gebiete und an den Klippen gelegene Häuser wurden wegen der Gefahr von Überflutungen und Erosion geräumt, und die Bewohner wurden in Notunterkünfte gebracht. Schulen und öffentliche Einrichtungen wurden am 5. und 6. September geschlossen, und die Behörden riefen private Unternehmer dazu auf, ihre Geschäfte geschlossen zu halten, damit die Straßen für Noteinsätze frei gehalten würden. Die Krankenhäuser wurden aufgefordert, die Funktionalität von Notstromaggregaten zu überprüfen und sicherzustellen, dass der Bedarf an Versorgungsgütern für drei Tage vorhanden sei. Die orange Warnstufe wurde auch für Antigua und Barbuda, Anguilla, Montserrat, Saint Kitts und Nevis, St. Martin, Saint-Barthélemy, Saba und Sint Eustatius verhängt.

### Hispaniolaund Bahamas
In Haiti waren die meisten Bewohner relativ unvorbereitet. Die Ärmsten von ihnen waren mangels Zugang zu Massenmedien über den herannahenden Sturm kaum informiert, die Kräfte der Unterstützungsmission MINUSTAH hatten ihr schweres Gerät wegen des voraussichtlich auslaufenden Mandats bereits abtransportiert. Haiti ist wegen seiner Topographie und der schlechten Infrastruktur besonders anfällig für Überschwemmungen und Schlammlawinen.
In Haiti waren immer noch nicht alle Folgen des Erdbebens von 2010 und mehrerer tropischer Wirbelstürme beseitigt, zuletzt Hurrikan Matthew, dessen Auswirkungen auf Haiti mindestens 500 Personen töteten.
Der Premierminister der Bahamas, Hubert Minnis, hatte angeordnet, dass die Bewohner der sechs südlichsten Inseln der Bahamas auf dem Luftweg in die Hauptstadt Nassau gebracht werden.

### Puerto Rico und Festland der Vereinigten Staaten
Die Gouverneure von Puerto Rico und Florida, Ricky Rosselló und Rick Scott, riefen für ihre jeweiligen Gebiete den Notstand aus. In Puerto Rico wurden Notunterkünfte für 62.000 Menschen eingerichtet und die Nationalgarde mobilisiert. Ein Flugzeugträger mit Feldlazarett wurde zu der Region in Marsch gesetzt.
| Rang                                        | Hurrikan     | Saison | Luftdruck (in mbar) |
| ------------------------------------------- | ------------ | ------ | ------------------- |
| 1                                           | Labor Day    | 1935   | 892                 |
| 2                                           | Camille      | 1969   | 900                 |
| 3                                           | Irma         | 2017   | 914                 |
| 4                                           | Katrina      | 2005   | 920                 |
| 5                                           | Andrew       | 1992   | 922                 |
| 6                                           | Indianola    | 1886   | 925                 |
| 7                                           | Florida Keys | 1919   | 927                 |
| 8                                           | Okeechobee   | 1928   | 929                 |
| 9                                           | Miami        | 1926   | 930                 |
| 10                                          | Donna        | 1960   | 932                 |
| Quelle: HURDAT, Hurricane Research Division |              |        |                     |

In Florida wurden alle 7000 Mitglieder der Florida National Guard zum 8. September in den Dienst berufen, um bei den Vorbereitungen zu helfen. Vorbereitet wird eine verpflichtende Evakuierung der Florida Keys. Die Schulen schlossen am 6. September bis auf weiteres, und zu dem Datum sollten alle Touristen die Inseln verlassen. Die Bewohner sollten einen Tag danach folgen. Geschlossen wurden die Schulen ab 7. bzw. 8. September auch in den Countys Miami-Dade, Broward, Palm Beach, Collier, Martin, Okeechobee, St. Lucie, Lee und Indian River.
Am 6. September wurden für das Broward County und Fort Lauderdale eine verbindliche Evakuierung für alle Gebiete östlich des U.S. Highway 1 angeordnet und 14 Notunterkünfte eingerichtet. Im Miami-Dade County wurde die Evakuierung der Barriereinseln einschließlich Miami Beach und Key Biscayne und anderer niedrig gelegener Gebiete in Miami sowie südlich und nördlich der Stadt angeordnet. Bob Buckhorn, der Bürgermeister von Tampa an der Westküste Floridas, wo aufgrund der noch unsicheren Zugbahn ein ähnliches Szenario wie beim Tampa-Hurrikan 1921 befürchtet wird, erklärte auf lokaler Ebene den Notstand. Die University of Central Florida hat den Unterricht vom 7. bis 11. September abgesagt und schließt ihren Campus. Die Behörden forderten am 8. September rund 5,6 Millionen Menschen in Florida auf, sich in Sicherheit zu bringen und weiteten den Aufruf einen Tag später auf 6,3 Millionen Einwohner, somit ein Drittel der Bevölkerung Floridas, aus. Gouverneur Scott warnte für die Kette der Keys-Inseln, dort werde es „extrem schwer zu überleben“ sein.
Gouverneur Henry McMaster erklärte am 6. September den Notstand für South Carolina und forderte die Bewohner des Bundesstaates auf, sich auf einen Hurrikan vorzubereiten, der beim Erreichen der Küste des Bundesstaates vergleichbar sei mit Hurrikan Hugo, der 1989 als Kategorie-3-Hurrikan auf South Carolina getroffen war. Am selben Tag erklärte der Gouverneur von North Carolina, Roy Cooper, den Notstand für den gesamten Bundesstaat mit Wirkung um 08:00 Uhr UTC am 7. September, und Georgias Gouverneur Nathan Deal rief den Notstand für sechs Countys an der Küste aus. Zudem wurden in einigen Countys in Zentralgeorgia (Gwinnet County) am 11. September 2017 die Schulen geschlossen.
Die Trump-Administration hatte den Kongress um die sofortige Bereitstellung von acht Milliarden US-Dollar ersucht; die Federal Emergency Management Agency habe wegen der Nothilfe in Zusammenhang mit Hurrikan Harvey kaum noch Geld.

## Auswirkungen

### Antigua und Barbuda
Die Augenwand des Hurrikans zog in der Nacht vom 5. auf den 6. September über Barbuda hinweg, während der Hurrikan nahe seiner Spitzenintensität war. Es gab zwar einige Berichte über Gebäudeschäden, etwa abgedeckte Dächer, doch blieb der genaue Stand auf der Insel zunächst unklar, weil die Telefonverbindungen zu den Nachbarinseln unterbrochen waren. Erst im Laufe des Tages ergab ein Hubschrauberflug des Premierministers Gaston Browne über die Insel, dass der Hurrikan die Insel fast unbewohnbar gemacht hat. Mehr als 90 Prozent der Gebäude wurden beschädigt oder zerstört, und einige Wohngebiete waren überschwemmt. Der Flughafen der Insel und ein Großteil der Infrastruktur – einschließlich der Wasserversorgung und des Telekommunikationsnetzes – waren wegen der Auswirkungen des Wirbelsturmes unbrauchbar, was die Hilfsmaßnahmen erschwerte. Ein Kind wurde auf der Flucht vor den Auswirkungen des Hurrikans getötet. Die Sachschäden auf der Insel wurden vorläufig auf mehr als 100 Millionen US-Dollar geschätzt. Insgesamt wurden 3 Todesopfer des Sturms von Antigua und Barbuda gemeldet.
Antigua lag außerhalb des Radius der stärksten Winde, sodass sich die Schäden auf heruntergerissene Dächer, Strommasten und -leitungen sowie umgestürzte Bäume beschränkten. Es kam nur zu einigen leichten sturmbedingten Verletzungen.

### St. Martin und umliegende Inseln
Am Morgen des 6. September überquerte das Zentrum von Irma die Insel St. Martin. Nahezu auf Höchstintensität rissen Irmas extreme Winde Bäume aus dem Boden und hinterließen eine Schneise der Verwüstung. Auf der französischen Seite von Saint-Martin wurden ganze Yachthäfen zerstört, in einem Hotel brach ein Feuer aus. Aufgrund der unpassierbaren Straßen konnte die Feuerwehr den Brand nicht bekämpfen. Auf der französischen Seite der Insel wurden vier Menschen getötet und 50 zum Teil schwer verletzt. Bis zu 95 % der Gebäude wurden beschädigt, 60 % davon waren nach dem Sturm völlig unbewohnbar.
Ähnlich verheerend war Irma auf Sint Maarten, der niederländischen Hälfte der Insel, als intensive Winde Gebäude zerstörten und Fahrzeuge durch die Luft wirbelten. Der Hurrikan zerstörte auch den Princess Juliana International Airport. Es gab zwei Tote und 23 Verletzte. Irma gilt als eine der schlimmsten Naturkatastrophen, die jemals Sint Maarten heimgesucht haben – das Ausmaß seiner Schäden geht weit über die früherer Hurrikans hinaus. Nach der Zerstörung des Flughafens war St. Martin de facto von der Außenwelt abgeschnitten – einzig der kleine Flugplatz auf der französischen Seite war für Versorgungshubschrauber erreichbar.
Am 9. September wurden Flugblätter abgeworfen, um Inselbewohner vor dem schnell nahenden Hurrikan Jose zu warnen.
Auch auf St. Barthélemy, südöstlich von Saint Martin, hinterließ Irma Verwüstung. Heftige Wellen zerstörten ganze Küstenregionen, Straßen in der Hauptstadt von Gustavia wurden in rauschende Flüsse verwandelt. Die Feuerwehr der Insel versank in Hochwasser mit einem Maximalpeak von bis zu 2 Metern. Die Infrastruktur der Insel wurde fast völlig zerstört, die Wasserversorgung sowie Telefon- und Stromleitungen sind unterbrochen.
Auf St. Martin und Saint-Barthélemy starben insgesamt 11 Menschen durch den Sturm.

### Übrige Kleine Antillen
Auch auf den übrigen Kleinen Antillen richtete Irma große Schäden an. Auf St. Lucia blockierten Schutt und Trümmer einen Teil der Inselstraßen. Auf Barbados verstarb ein Surfer, nachdem er mit einem Riff kollidiert war. Auf Guadeloupe registrierten Seismographen die vom Wind ausgelösten starken Erschütterungen. Rund 8000 Haushalte waren ohne Strom, auch die Wasserversorgung brach zusammen. Die Inselgruppe St. Kitts und Nevis kam relativ glimpflich davon, schwere Regenfälle und Sturm sorgten allerdings für diverse Stromausfälle.
Das Auge des Sturms zog am 6. September auch über das britische Übersee-Territorium Anguilla, ein Mensch wurde getötet. Viele Häuser und Schulen wurden zerstört, auch das einzige Krankenhaus der Insel war schwer beschädigt. In der Hauptstadt der Insel zerstörte der Hurrikan sämtliche Fenster der Regierungsgebäude. Schwere Schäden gab es auch in den Häfen der Insel. Etwa 90 Prozent der Straßen waren unpassierbar. Der Tower der Insel wurde beschädigt.

### Jungferninseln
Die Britischen Jungferninseln wurden massiv von Irma getroffen. Vier Menschen starben an den Auswirkungen des Hurrikans. Zahlreiche Gebäude und Straßen auf der Insel Tortola wurden zerstört. Auf Satellitenbildern ist zu sehen, dass kaum ein Haus in den Wohngebieten instand ist. Auf dem Weg über die Insel verursachte der Hurrikan schwere Schäden. Patienten aus dem vierten und dritten Stockwerk des Krankenhauses von Charlotte Amalie mussten aufgrund massiver Schäden am Dach in die unteren Etagen verlegt werden.
Von den Amerikanischen Jungferninseln wurden vier Todesopfer gemeldet, auf Saint Thomas kam es zu schweren Verwüstungen, auf Saint John wurde die gesamte Strominfrastruktur beschädigt oder zerstört.

### Puerto Rico
Auf Puerto Rico ertranken zwei Menschen. Ein Mann starb in Folge eines Sturzes, als er Sturmschäden auf seinem Dach reparierte. Eine weitere Person wurde von einem Blitz getötet. Mehr als eine Million Einwohner waren von einem massiven Stromausfall betroffen.

### Hispaniola
In Haiti kam es zu Verunreinigungen des Trinkwassers, und durch Überschwemmungen von Latrinen entstand Seuchengefahr. Menschen starben an über das Wasser verbreiteten Hautkrankheiten und es kam zum Ausbruch von Cholera. Das Rote Kreuz ist bemüht, eine Epidemie zu vermeiden. Diese Bedrohung bestand auch zwei Monate nach Irma noch.

### Kuba
Nachdem Irma über dem Meer am 8. September erneut an Kraft zugelegt und sich erneut in die Kategorie 5 intensiviert hatte, traf der Wirbelsturm mit anhaltenden Winden von rund 260 km/h auf den Camagüey-Archipel vor der Nordküste Kubas. Starke Winde und Wellen mit einer Höhe bis zu 16 Metern richteten schwere Schäden an Krankenhäusern, Fabriken und Lagerhallen an. Auch die touristische Infrastruktur auf den Cayos wurde stark in Mitleidenschaft gezogen.
Bei seinem Weg entlang der Nordküste Kubas schwächte sich der Hurrikan durch den Einfluss der kubanischen Topographie bis zum Morgen des 9. September in die Kategorie 3 ab, richtete aber weiterhin extreme Schäden an. Die Stadt Caibarién wurde verwüstet und größtenteils überschwemmt. Auch der Küstenbereich in und um die Hauptstadt Havanna wurde durch die Sturmflut teilweise überschwemmt, darunter die Gebäude an der Uferpromenade Malecón. Aus den Provinzen Ciego de Ávila sowie Villa Clara wurden ebenfalls schwere Zerstörungen von Wohnvierteln gemeldet. Am Abend des 9. September drehte Irma in der Nähe der Urlauberhochburg Varadero in Richtung Nordwesten ab und nahm Kurs auf Florida.
Offiziell wurden zehn Tote durch Irma gemeldet, davon allein sieben in Havanna.

### Festland der Vereinigten Staaten
Irma traf in den USA vor allem die Florida Keys schwer. Der Hurrikan traf mit Kategorie 4 und Windgeschwindigkeiten von bis ca. 210 km/h auf die Inselkette. Laut der US-amerikanischen Katastrophenschutzbehörde, die Drohnenaufnahmen zur Einschätzung der Zerstörung auswertete, sind 90 Prozent der dortigen Häuser zerstört oder schwer beschädigt. Nach Behördenangaben starben in den Bundesstaaten Florida, Georgia und South Carolina mindestens 39 Menschen durch die Auswirkungen des Hurrikans. Irma war der letzte große Hurrikan der Miami getroffen hat (Stand März 2025).

## Meteorologische Rekorde
Hurrikan Irma hat mehrere meteorologische Rekorde gebrochen oder eingestellt. Die Spitzenwindgeschwindigkeit 295 km/h ist die zweithöchste im atlantischen Becken; diesen Wert erreichten außer Irma auch der Labor-Day-Hurrikan (1935), Hurrikan Gilbert (1988) und Hurrikan Wilma (2005) – nur Hurrikan Allen (1988) erreichte eine höhere Spitzenwindgeschwindigkeit. Diese Spitzengeschwindigkeit macht Irma außerdem zum stärksten atlantischen Hurrikan außerhalb des Golfs von Mexiko und des Karibischen Meers und gleichzeitig stärksten Hurrikan auf den Leeward Islands. Hier wurde der frühere Höchstwert 255 km/h vom Okeechobee-Hurrikan (1928) und Hurrikan David (1979) erreicht. Kein anderer tropischer Wirbelsturm weltweit hat die Spitzenintensität länger gehalten als Hurrikan Irma: 37 Stunden; den bisherigen Ausdauerrekord hielt Taifun Haiyan mit 24 Stunden. 

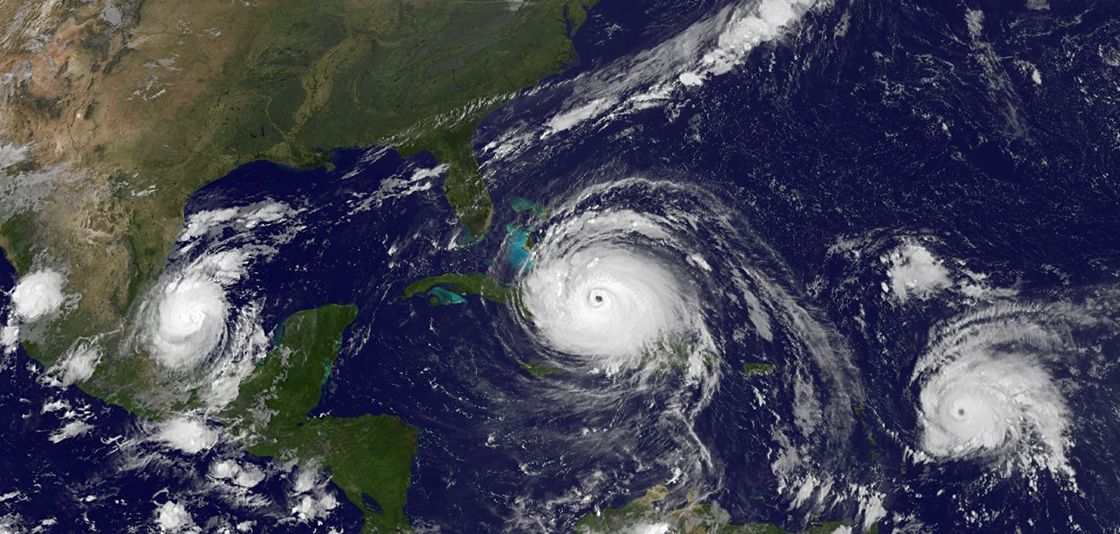
Die Hurrikane Katia, Irma und Jose am 8. September 2017

Als am 9. September gleichzeitig mit Hurrikan Irma auch die Hurrikane Jose und Katia aktiv waren, war es das erste Mal seit 2010 (Igor, Julia und Karl) und überhaupt erst das sechste Mal seit Beginn verlässlicher Satellitenbeobachtungen (nach 1967, 1980, 1995, 1998 und 2010), dass drei Hurrikane gleichzeitig aktiv waren. Außerdem war es zum ersten Mal seit der atlantischen Hurrikansaison 1893, dass gleichzeitig drei Hurrikane mindestens in der Kategorie 2 eingestuft waren.
Hurrikan Irma war seit dem Kuba-Hurrikan von 1924 der erste Kategorie-5-Hurrikan, dessen Auge die Küste Kubas erreichte, der erste Kategorie-5-Hurrikan auf den Bahamas seit Hurrikan Andrew (1992) und der erste Hurrikan seit Hurrikan Charley (2004), der in der Kategorie 4 die Küste Floridas überquerte, sowie seit Hurrikan Wilma (2005) der erste schwere Hurrikan (Kategorie 3 und höher), der in dieser Stärke Florida traf.

## Weblinks

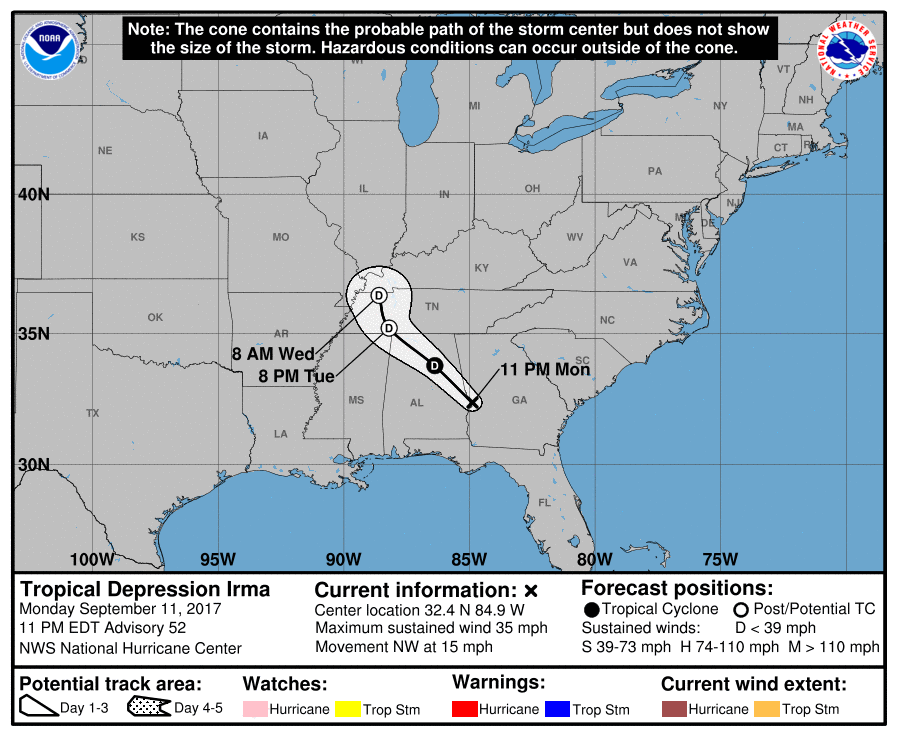
Archivierte Serie von über 50 Vorhersagekarten mit Verlauf, Stärke und weiteren Daten zum jeweiligen Zeitpunkt (sichtbar ist hier im Bild nur die letzte Commons-Kartenversion am Endpunkt nördlich von Florida)

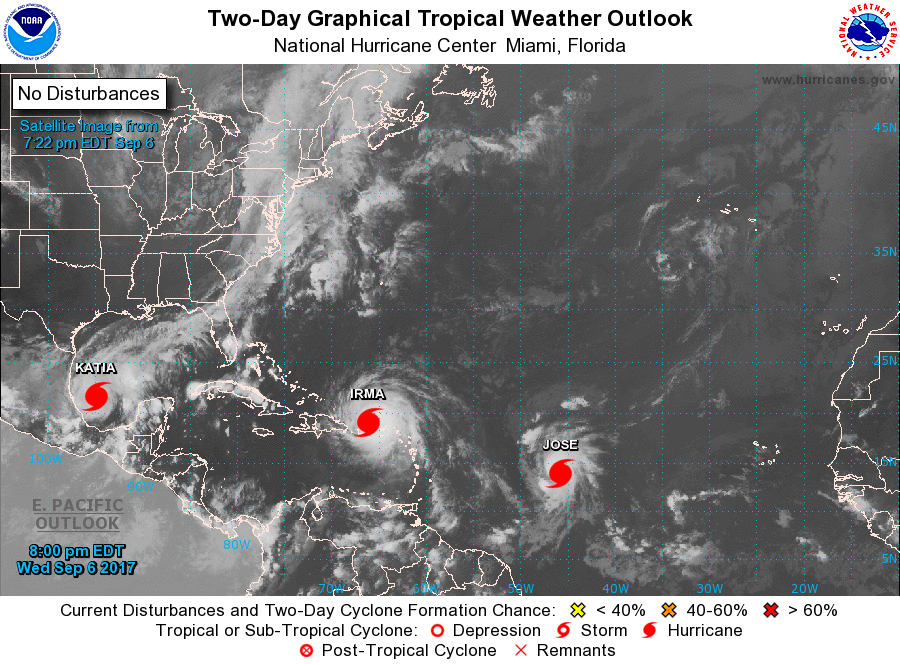
Irma am 6. September nahe Puerto Rico mit dem nachfolgenden Hurrikan Jose (rechts) und dem Hurrikan Katja im Golf von Mexiko (links im Bild)